# Municipio de Udolpho
El municipio de Udolpho (en inglés: Udolpho Township) es un municipio ubicado en el condado de Mower en el estado estadounidense de Minnesota. En el año 2010 tenía una población de 448 habitantes y una densidad poblacional de 4,79 personas por km².

## Geografía
El municipio de Udolpho se encuentra ubicado en las coordenadas 43°48′30″N 92°59′18″O / 43.80833, -92.98833. Según la Oficina del Censo de los Estados Unidos, el municipio tiene una superficie total de 93.45 km², de la cual 93,45 km² corresponden a tierra firme y (0 %) 0 km² es agua.

## Demografía
Según el censo de 2010, había 448 personas residiendo en el municipio de Udolpho. La densidad de población era de 4,79 hab./km². De los 448 habitantes, el municipio de Udolpho estaba compuesto por el 96,88 % blancos, el 0,89 % eran afroamericanos, el 1,34 % eran asiáticos y el 0,89 % eran de una mezcla de razas. Del total de la población el 1,12 % eran hispanos o latinos de cualquier raza.